# Gemeinde Štrpce
Die Gemeinde Štrpce (serbisch Општина Штрпце Opština Štrpce, albanisch Komuna e Shtërpcës) ist eine Gemeinde im Kosovo. Sie liegt im Bezirk Ferizaj. Verwaltungssitz ist die Stadt Štrpce.
Gegründet wurde die Gemeinde Štrpce 1988, davor war das Gebiet Teil der Gemeinde Ferizaj.

## Geographie
Die Gemeinde Štrpce befindet sich im Süden Kosovos. Im Westen grenzt die Gemeinde an Prizren, im Süden an Nordmazedonien (Tearce und Jegunovce), im Nordwesten an Suhareka, im Nordosten an Ferizaj sowie im Osten an Kaçanik. Insgesamt befinden sich 16 Dörfer in der Gemeinde, ihre Fläche beträgt 247 km². Zusammen mit den Gemeinden Ferizaj, Kaçanik, Shtime und Han i Elezit bildet sie den Bezirk Ferizaj.
| Suhareka | Ferizaj                                     | Ferizaj         |
| Prizren  | Kompassrose, die auf Nachbargemeinden zeigt | Kaçanik         |
| Prizren  | Tearce (NMK)                                | Jegunovce (NMK) |

## Bevölkerung
Die Volkszählung aus dem Jahr 2011 ergab für die Gemeinde Štrpce eine Einwohnerzahl von 6.949, davon bezeichneten sich 3.757 (54,07 %) als Albaner, 3.148 (45,30 %) als Serben, 24 als Roma und 10 als Angehörige anderer Nationalitäten.
3772 deklarierten sich als Muslime, 3150 als Orthodoxe, 6 als Katholiken, 14 gaben keine Antwort oder waren konfessionslos.
| Zensus    | 1948  | 1953   | 1961   | 1971   | 1981   | 1991   | 2011  |
| --------- | ----- | ------ | ------ | ------ | ------ | ------ | ----- |
| Einwohner | 9.573 | 10.384 | 10.797 | 11.664 | 12.115 | 12.712 | 6.949 |

| Ethnie    | Albaner | Serben | Bosniaken | Roma | Aschkali | Andere | Unbekannt | Antwort verweigert |
| --------- | ------- | ------ | --------- | ---- | -------- | ------ | --------- | ------------------ |
| Einwohner | 3.757   | 3.148  | 2         | 24   | 1        | 7      | 6         | 4                  |

| Religion  | Muslime | Orthodoxe | Katholiken | Atheisten | Andere | Unbekannt | Antwort verweigert |
| --------- | ------- | --------- | ---------- | --------- | ------ | --------- | ------------------ |
| Einwohner | 3.772   | 3.150     | 6          | -         | 1      | 6         | 14                 |

## Orte

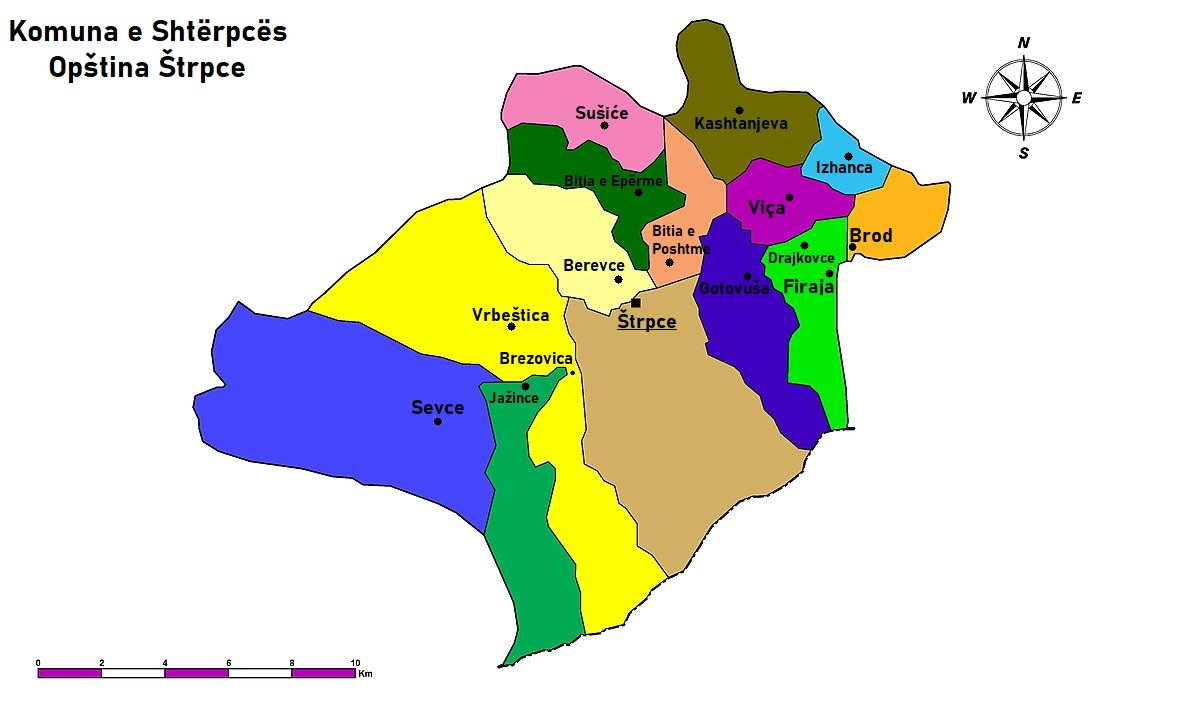
Karte der Gemeinde mit Orten eingezeichnet

| Albanisch       | Serbisch       | Einwohnerzahl (Volkszählung 2011) |
| --------------- | -------------- | --------------------------------- |
| Beroc           | Berevce        | 287                               |
| Bitia e Epërme  | Gornja Bitinja | 329                               |
| Bitia e Poshtme | Donja Bitinja  | 383                               |
| Brezovica       | Brezovica      | 68                                |
| Brod            | Brod           | 1680                              |
| Drekoc          | Drajkovce      | 106                               |
| Firaja          | Firaja         | 1103                              |
| Gotovusha       | Gotovuša       | 445                               |
| Izhanca         | Ižance         | 89                                |
| Jazhinca        | Jažince        | 162                               |
| Kashtanjeva     | Koštanjevo     | 123                               |
| Sevca           | Sevce          | 176                               |
| Shtërpca        | Štrpce         | 1265                              |
| Sushica         | Sušiće         | 74                                |
| Vërbeshtica     | Vrbeštica      | 450                               |
| Viça            | Viča           | 209                               |